# Heman Allen (Politiker, 1777)

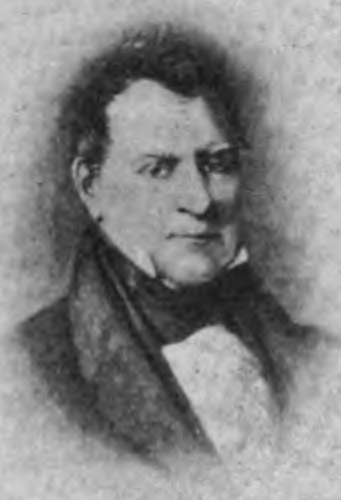
Heman Allen

Heman Allen (* 14. Juni 1777 in Deerfield, Franklin County, Massachusetts; † 11. Dezember 1844 in Burlington, Vermont) war ein US-amerikanischer Politiker. Zwischen 1831 und 1839 vertrat er den vierten Wahlbezirk des Bundesstaates Vermont im US-Repräsentantenhaus.

## Leben
Heman Allen studierte zwei Jahre lang an einer Schule in Chesterfield (New Hampshire). Danach zog er nach Grand Isle in Vermont. Nach einem Jurastudium und seiner im Jahr 1803 erfolgten Zulassung als Rechtsanwalt begann er in Milton in seinem neuen Beruf zu praktizieren.
Allen wurde auch in der Politik aktiv. Zwischen 1810 und 1826 war er mehrfach mit einigen Unterbrechungen Abgeordneter im Repräsentantenhaus von Vermont. Im Jahr 1828 verlegte er seinen Wohnsitz und seine Anwaltspraxis nach Burlington. Nach der Umstrukturierung der amerikanischen Parteienlandschaft in den 1820er Jahren schloss sich Allen zunächst der kurzlebigen National Republican Party und dann den Whigs an, die beide in Opposition zu Präsident Andrew Jackson und dessen Demokratischen Partei standen. 1830 wurde Allen als Kandidat der Nationalrepublikaner im vierten Distrikt von Vermont in das US-Repräsentantenhaus in Washington gewählt. Dort trat er am 4. März 1831 die Nachfolge von Benjamin Swift an. Da er bei den folgenden Kongresswahlen jeweils bestätigt wurde, konnte Allen bis zum 3. März 1839 insgesamt vier Legislaturperioden im Kongress absolvieren. In seiner letzten Amtsperiode, die am 4. März 1837 begann, war er offizieller Abgeordneter der Whigs. Zwischen 1833 und 1839 war Allen Vorsitzender des Ausschusses zur Kontrolle der Ausgaben des Finanzministeriums. Zu Beginn seiner Zeit im Kongress erlebte er die heftigen Diskussionen um die Politik von Präsident Jackson. Dabei ging es unter anderem um dessen Plan zur Zerschlagung der Bundesbank und um die Nullifikationskrise mit dem Staat South Carolina. Im Jahr 1838 unterlag Allen dem Demokraten John Smith.
Nach dem Ende seiner Zeit im Kongress zog sich Allen aus der Politik zurück und arbeitete wieder als Rechtsanwalt in Burlington. Dort ist er im Dezember 1844 auch verstorben. Heman Allen ist nicht zu verwechseln mit dem gleichnamigen Heman Allen, der zwischen 1817 und 1818 Kongressabgeordneter aus Vermont war. Es gibt keine Hinweise auf eine Verwandtschaft zwischen diesen beiden Politikern.